# Operação Aquiles

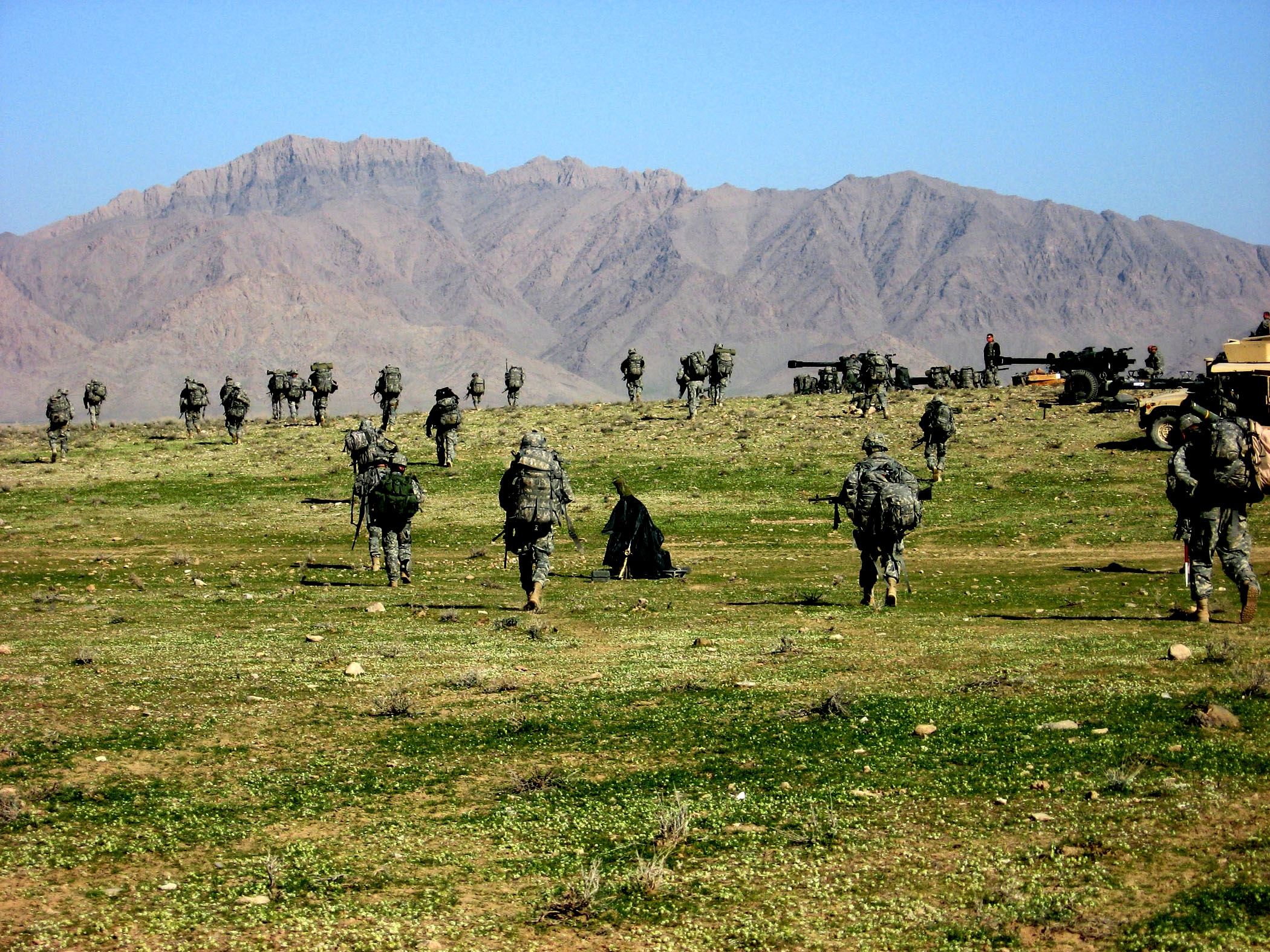
A 82.ª Divisão Aerotransportada patrulha o Vale de Ghorak, na Província de Helmand, no sul do Afeganistão, durante a Operação Achilles, em 6 de março.

Operação Aquiles ou Operação Achilles foi  uma operação militar da OTAN realizada em 2007 como parte da Guerra do Afeganistão. O objetivo era eliminar os talibãs da província de Helmand. A operação começou em 6 de março de 2007 e a ofensiva foi a maior operação da OTAN no Afeganistão em sua data. Oficiais da OTAN relataram que, ao contrário do que aconteceu em operações anteriores, os combatentes do Talibã estavam evitando o confronto direto em favor de táticas de guerrilha.